# Howard Overman
Howard Overman (...) è uno sceneggiatore e produttore cinematografico inglese.

## Biografia
Howard Overman ha scritto numerose sceneggiature di serie televisive di successo. Ha ideato e creato le serie televisive Misfits, Vexed, Dirk Gently e Atlantis. Nel 2010 Misfits ha vinto il premio BAFTA come miglior serie drammatica.

## Filmografia

### Sceneggiatore
- In the Bathroom, regia di Olivier Venturini – cortometraggio (2005)
- Hustle - I signori della truffa (Hustle) – serie TV, episodio 2x04 (2005)
- New Tricks – serie TV, episodio 2x03 (2005)
- Perfect Day, regia di David Richards – film TV (2005)
- Moving Wallpaper – serie TV, episodi 1x02-1x06-1x08 (2008)
- Hotel Babylon – serie TV, episodi 1x03-1x06-3x06 (2006-2008)
- Dis/Connected, regia di Tom Harper – film TV (2008)
- Spooks: Code 9 – serie TV, episodio 1x02 (2008)
- Harley Street – serie TV, episodio 1x05 (2008)
- Misfits – serie TV, 19 episodi (2009-2013)
- Vexed – serie TV, episodi 1x01-1x02-1x03 (2010)
- Merlin – serie TV, 11 episodi (2008-2012)
- Dirk Gently – serie TV, episodi Pilot-1x01 (2012)
- Atlantis – serie TV, 14 episodi (2013-2015)
- Crazyhead – serie TV, 6 episodi (2016)
- Future Man – serie TV (2017-2020)
- War of the Worlds - serie TV, 24 episodi (2019-2022)
- La coppia quasi perfetta (The One) – serie TV, 8 episodi (2021)

### Produttore
- Misfits – serie TV, 27 episodi (2009-2013)
- Dirk Gently – serie TV, 4 episodi (2010-2012)
- Atlantis – serie TV, 25 episodi (2013-2015)
- Crazyhead – serie TV, 6 episodi (2016)